# Francis René Blain
Francis Churchill René „Chill Boy“ Blain (* 8. November 1943 in Bathurst; † 21. Januar 2022 in Banjul) war gambischer Diplomat.

## Leben
Francis Blain kam 1943 in einer katholischen Familie, als Sohn von Rene Blain und Christiana Blain, zur Welt. Schon in jungen Jahren wurde Blain von seinem Onkel, Eric Christensen, beeinflusst, der zum Generalsekretär und Leiter des öffentlichen Dienstes Gambias sowie zum ständigen Sekretär des Außenministeriums ernannt wurde. Er besuchte ab 1966 bis 1970 für ein Literaturstudium die University of Sierra Leone und erwarb den Bachelor of Arts.
Anschließend trat er 1970 in den öffentlichen Dienst ein. Als Divisional Commissioner der North Bank Division war er ab 1973 bis 1974 tätig. Ab 1974 bis 1976 war als leitender Assistent des gambischen Außenministers tätig. Als Berater war Blain ab 1976 bis 1979 im Gambischen Hochkommissariat in London tätig. Anschließend war er ab 1980 bis 1982 in New York stellvertretender gambischer ständiger Vertreter bei den Vereinten Nationen sowie Generalkonsul. Ab 1982 wurde er selbst ständiger Vertreter bei den Vereinten Nationen, diese Tätigkeit übte er bis 1985 aus. Ab 1985 bis 1989 war er in Liberia residierender UNDP-Repräsentant und residierender UN-Koordinator. 1989 wurde er vom Entwicklungsprogramm der Vereinten Nationen (UNDP) als Hauptbeauftragten für Außenbeziehungen ernannt, diese Stellung hatte er bis mindestens 1992.
Die Wirtschaftsgemeinschaft Westafrikanischer Staaten (ECOWAS) berief ihn dann 2003 als Sonderbeauftragten in Liberia ein. Während dieser Zeit half er bei der Aushandlung des Friedensabkommens, das zur Wahl von Ellen Johnson Sirleaf zur Präsidentin Liberias führte. Er glaubt, dass seine „Erfahrung in der Arbeit mit den Vereinten Nationen und in der ECOWAS es ihm natürlich ermöglichen wird, bei Treffen im Commonwealth-Sekretariat und im FCO substanzielle und wertvolle Beiträge zu Schlüsselthemen zu leisten.“ Blain schloss diesen Auftrag im Jahr 2005 ab, dann wurde er im Mai 2017 von Präsidenten Adama Barrow aus dem Ruhestand berufen und zum Botschafter Gambias im Vereinigten Königreich ernannt. Nach seiner Ankunft in Großbritannien konzentrierte sich Blain zunächst auf „den beschleunigten Wiedereintritt Gambias im Commonwealth of Nations. Das Hissen der Flagge Gambias im Commonwealth-Sekretariat am 8. Februar 2018 anlässlich des Wiedereintritts Gambias in das Commonwealth war einer der denkwürdigsten Momente meiner Karriere.“
Am 13. Dezember 2018 überreichte Blain sein Beglaubigungsschreiben beim Heiligen Stuhl. Am 25. Juni 2019 überreichte er in Dublin sein Beglaubigungsschreiben, an den Präsidenten von Irland Michael D. Higgins. Auch in Schweden und Israel war er akkreditiert. Im Juni 2021 wurde Hochkommissar Blain aus seinem Amt in London verabschiedet.
Im Januar 2022 starb Blain.

## Familie
Blain war verheiratet mit der Liberianerin Gloria Roberta, sie hatten zusammen drei Kinder.

## Werke
- 1987: The Value of Education in Today's World[1]